# Конак (филм)
„Конак“ је југословенски филм из 1991. године. Режирао га је Дејан Ћорковић, а сценарио је написан по делу Милоша Црњанског.

## Улоге
| Глумац             | Улога |
| ------------------ | ----- |
| Светлана Бојковић  |       |
| Богић Бошковић     |       |
| Душан Булајић      |       |
| Вера Чукић         |       |
| Душан Јакшић       |       |
| Бранислав Јеринић  |       |
| Борис Комненић     |       |
| Марко Николић      |       |
| Драган Оцокољић    |       |
| Васа Пантелић      |       |
| Лидија Плетл       |       |
| Ђорђе Пура         |       |
| Рамиз Секић        |       |
| Растко Тадић       |       |
| Предраг Тасовац    |       |
| Михајло Викторовић |       |